# Districtul Dan Makham Tia
Dan Makham Tia (în thailandeză ด่านมะขามเตี้ย) este un district (Amphoe) din provincia Kanchanaburi, Thailanda, cu o populație de 32.248 de locuitori și o suprafață de 807,1 km².

## Componență
Districtul este subdivizat în 4 subdistricte (tambon), care sunt subdivizate în 39 de sate (muban). 
| Nr. | Nume            | În thailandeză | Sate | Locuitori |  |
| --- | --------------- | -------------- | ---- | --------- |  |
| 1.  | Dan Makham Tia  | ด่านมะขามเตี้ย    | 12   | 10,205    |  |
| 2.  | Klondo          | กลอนโด         | 11   | 8,032     |  |
| 3.  | Chorakhe Phueak | จรเข้เผือก       | 10   | 10,158    |  |
| 4.  | Nong Phai       | หนองไผ่         | 6    | 3,853     |  |